# Алли, Хаджи
Хаджи Алли Матумла (суахили Haji Ally Matumla; род. 25 мая 1968) — танзанийский боксёр, представитель легчайшей, лёгкой и полулёгкой весовых категорий. Выступал за сборную Танзании по боксу в конце 1980-х — начале 1990-х годов, серебряный призёр Игр Содружества, обладатель серебряной медали Всеафриканских игр, участник летних Олимпийских игр в Сеуле.

## Биография
Хаджи Алли родился 25 мая 1968 года.
В 1988 году вошёл в основной состав танзанийской национальной сборной и благодаря череде удачных выступлений удостоился права защищать честь страны на летних Олимпийских играх в Сеуле, однако в первом же поединке категории до 54 кг на стадии 1/32 финала со счётом 2:3 потерпел поражение от представителя Заира Ибибонго Ндуита и сразу же выбыл из дальнейшей борьбы за медали.
После сеульской Олимпиады Алли остался в главной боксёрской команде Танзании и продолжил принимать участие в крупнейших международных турнирах. Так, в 1990 году он побывал на Играх Содружества в Окленде, откуда привёз награду серебряного достоинства, выигранную в полулёгкой весовой категории — в решающем финальном поединке его остановил англичанин Джон Ирвин.
В 1991 году боксировал на Всеафриканских играх в Каире, где стал серебряным призёром в лёгком весе, проиграв в финале замбийцу Феликсу Бвалиа.